# IDL (langage)
Pour les articles homonymes, voir IDL.
"Ne doit pas être confondu avec Interface description language
IDL, acronyme d'Interactive Data Language, est un langage de programmation propriétaire apparu à la fin des années 1970, et qui est rapidement monté en puissance dans les domaines de la télédétection et de l'astronomie. IDL est un langage vectoriel de traitement de données et de visualisation très répandu dans l'industrie et dans la recherche.

## Un langage propriétaire innovant
IDL est un langage qui, au début des années 1990, présentait de nombreuses
avancées par rapport à d'autres langages (Fortran, C et Pascal) utilisés dans
certains laboratoires où la programmation était non pas un sujet de recherche
en soi mais un outil pour traiter des observations. Il offre,
à une époque où Fortran 90 n'était pas vraiment encore disponible, et C++
pas vraiment défini, une gestion objet des quantités (nombre, vecteur, tableau)
sans écrire de boucle, un affichage de traces (1D, 2D, 3D) à l'écran sans faire appel à des bibliothèques
graphiques alors limitées (pgplot) ou complexes (X11 Motif).
Quoiqu'interprété, un usage raisonnable (déjà en proscrivant les boucles explicites)
dans un contexte adéquat (opération globale sur des vecteurs ou des matrices)
ne donnait pas de différence notable en temps de calcul par rapport à du Fortran.
Les arguments majeurs en faveur d'IDL sont :
- une syntaxe claire
- un apprentissage très rapide en venant de Pascal, Fortran, Caml ou C
- une rapidité de programmation
- la main sur les données (la commande « help » donnant accès à toutes les variables connues)

Les inconvénients :
- un langage propriétaire dont les licences sont coûteuses
- une évolution un peu chaotique des Widgets
- un délicat passage à une approche objet artificielle (non demandée par les utilisateurs)

## Comparaison avec des langages semblables
Des comparaisons sont aussi parfois faites avec MATLAB et Octave.

## Alternative libre
Depuis 2004, GNU Data Language, un clone libre d'IDL sous licence GNU/GPL, est en cours de développement.